# 7가지 더러운 단어

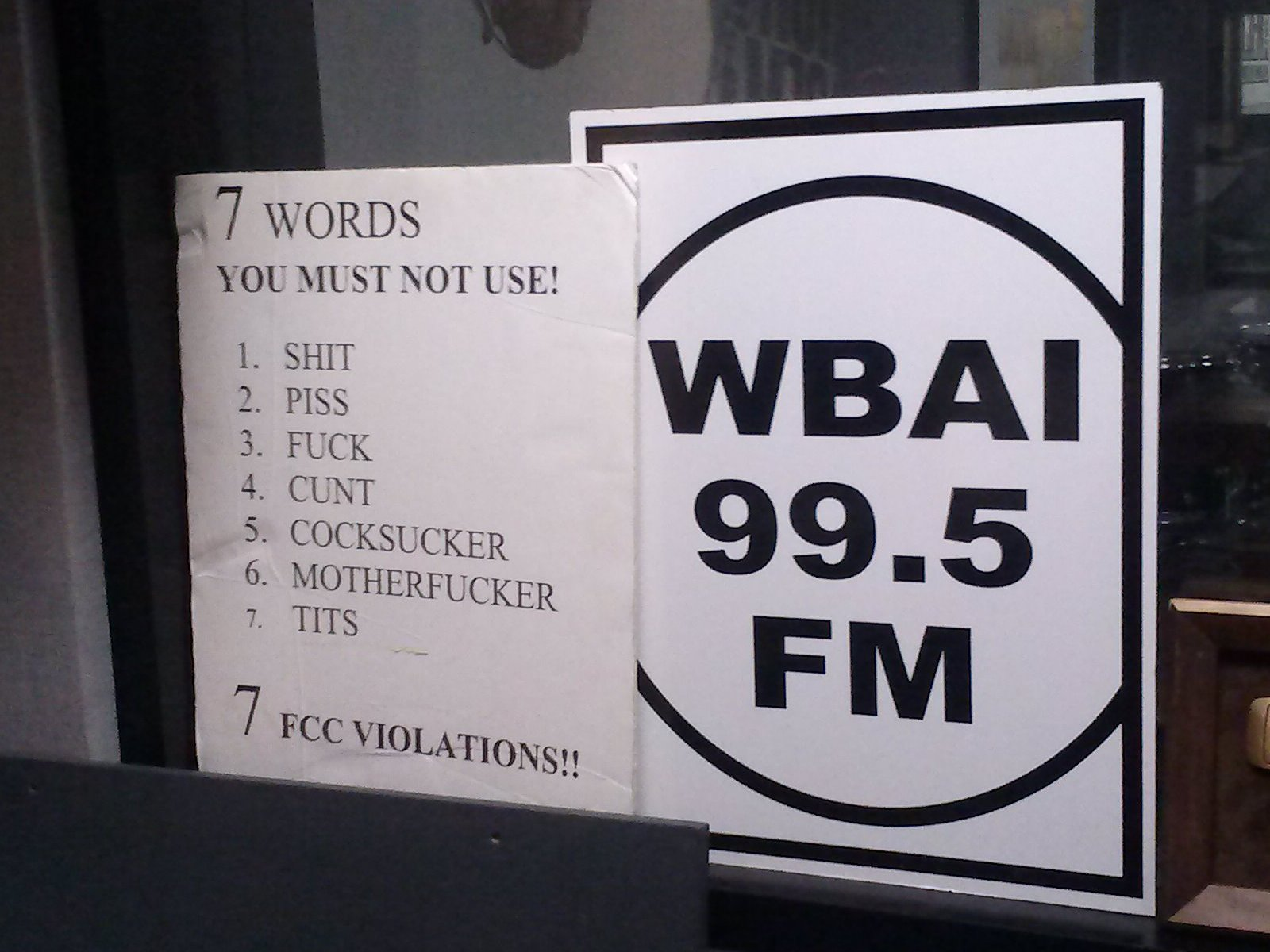

7가지 더러운 단어(영어: seven dirty words)는 특정 7개의 영어 단어로, 미국의 코미디언 조지 칼린이 자신의 일인극인 《텔레비전에서 말할 수 없는 일곱 단어》 (Seven Words You Can Never Say on Television)에서 처음 실렸던 7가지에서 유래하였다. 당시 이 단어는 라디오나 텔레비전 등 미국의 방송에 부적한 것으로 간주되었다. 이 단어는 다음과 같다.
- Shit
- Piss
- Fuck
- Cunt
- Cocksucker
- Motherfucker
- Tits

## 같이 보기
- 욕설